# کیتزور شولچان آروخ (کتاب)
کیتزور شولچان آروخ (انگلیسی: Kitzur Shulchan Aruch) اولین بار در سال ۱۸۶۴ منتشر شد، اثری از هلاخا نوشته خاخام شلومو گانزفرید است. این اثر به زبان عبری ساده نوشته شده بود که درک آن را برای افراد غیر روحانی آسان کرد و به محبوبیت زیاد آن کمک کرد.